# جان جی آزبورن
جان جی آزبورن (انگلیسی: John Jay Osborn؛ ‏ ۱۹۱۷ – ۲۰۱۴) پزشک اهل ایالات متحده آمریکا بود که سهم مهمی در استفاده و تکامل بای‌پس قلبی ریوی (CPB) هنگام جراحی قلب و مراقب‌های پس از آن ایفا نمود. وی استاد مدرسه پزشکی دانشگاه استنفورد بود.
وی ابتدا در رشته زیست‌شناسی در دانشگاه پرینستون تحصیل کرد و سپس برای فراگیری پزشکی به دانشکده پزشکی دانشگاه جانز هاپکینز رفت.  آزبورن در جریان جنگ جهانی دوم به‌عنوان پزشک به نیروی زمینی ارتش ایالات متحده پیوست. پیش از پیوستن به ارتش، او بر اساس مطالعه‌ای که روی سگ‌ها انجام داده بود، مقاله‌ای را برای انتشار ارائه کرده بود که نشان می‌داد سگ‌ها می‌توانند از هیپوترمی عمیق جان سالم به‌در ببرند. آزبورن نامه‌ای از جراح برجسته قلب آلفرد بللاک دریافت کرد که در آن درخواست اصلاحاتی در مقاله‌اش شده بود، اما در این زمان آزبورن در چادری در فیلیپین زیر بارش شدید باران دراز کشیده بود، بنابراین نمی‌توانست کار روی مقاله را تکمیل کند. پس از دو سال خدمت در ارتش ایالات متحده، او یک دوره رزیدنتی را در دانشکده پزشکی دانشگاه نیویورک به پایان رساند و در همان هنگام بود که به درک فرایند اکسیژن‌رسانی خون علاقمند شد.
در سال ۱۹۵۴، آزبورن به غرب آمریکا رفت تا در دانشکده پزشکی دانشگاه استنفورد کار کند. یکی از منابع این کار او را «فرار از خون نجیب‌زادگی اشراف نیویورک که خود در آن زاده شده بود» توصیف کرد. در کالیفرنیا او با جراح قلب «فرانک گربود» برای ساخت دستگاه بای‌پس قلبی ریوی که جراحی باز قلب را ممکن می‌ساخت، همکاری کرد. این دو با استفاده از این دستگاه نخستین جراحی قلب باز با استفاده از بای‌پس قلبی ریوی را جهت ترمیم نقص دیواره بین‌بطنی در سال ۱۹۵۶ انجام دادند.
در سال ۱۹۵۸، زمانی که پزشکان هنوز نسبت به جراحی قلب باز و استفاده از بای‌پس قلبی ریوی مردد بودند، آزبورن و گربود ترتیبی دادند که یک عمل جراحی قلب را در حضور ۱٫۲ میلیون بیننده در منطقه خلیج سان فرانسیسکو از تلویزیون پخش کنند. بیمار، پسری هشت ساله به‌نام «تامی»، با سوراخی در قلبش به دنیا آمده بود.
آزبورن متخصص مراقبت‌های ویژه پزشکی شد و به مراقبت‌های بعد از عمل از بیماران جراحی قلب علاقه‌مند گردید. او در زمان تأسیس «انجمن پزشکی مراقبت‌های ویژه ایالات متحده آمریکا» یکی از اعضای اولیه آن بود.
موج آزبورن که یک یافتهٔ منحصربه‌فرد در نوار قلب (EKG) بیماران دچار هیپوترمی است، به افتخار او نامگذاری شده است.